# Vivant-François Viénot de Vaublanc
Vivant-François Viénot de Vaublanc de Tronchat, senior de Bousselange, (născut la Beaune, la 17 mai 1725 - mort la Saint-Domingue, în 1798), a fost un nobil și militar francez.
Era tatăl lui Vincent-Marie Viénot de Vaublanc și al lui Jean-Baptiste Bernard Viénot de Vaublanc.

## Origini
Era fiul lui Charles Viénot de Vaublanc, rezident la Beaune, care se născuse la 16 martie 1684 și se căsătorise cu Philiberte Janel, la Dôle, în anul 1719.

## Genealogie
Familia Vaublanc